# Citizens Party of the United States
Citizens Party of the United States är ett politiskt parti i USA som enligt egen utsago driver medelklassens intressen och som är starkt kritiska till de stora partierna i USA, inte minst på grund av lobbyismens inflytande. Partiet grundades av Michael Thompson, Wayne, Pennsylvania 2004 under namnet New American Independent Party (NAIP) och det första partimötet ägde rum i Valley Forge, Pennsylvania på den nationella valdagen 2004. 2011 ändrades partinamnet till Citizens Party.

## Ideologi och partiprogram
Partiets plattform (2012) talar om att USA bör gå ur World Trade Organisation (WTO), North American Free Trade Agreement (NAFTA) och Central American Free Trade Agreement (CAFTA). Andra punkter i partiprogrammet handlar om att Wall Street-banker inte skall räddas av skattepengar, att industrihampa ska tillåtas, att fracking ska stoppas, att GMO ska förbjudas, att straffen för vapenbrott ska bli hårdare, och kyrkan och staten bör separeras.